# John Blockey
John William Blockey (2 de abril de 1932) es un deportista británico que compitió en bobsleigh. Ganó dos medallas de bronce en el Campeonato Europeo de Bobsleigh de 1968, en las pruebas doble y cuádruple.

## Palmarés internacional
| Campeonato Europeo | Campeonato Europeo   | Campeonato Europeo | Campeonato Europeo |
| Año                | Lugar                | Medalla            | Prueba             |
| ------------------ | -------------------- | ------------------ | ------------------ |
| 1968               | Sankt Moritz (Suiza) | Medalla de bronce  | Doble              |
| 1968               | Sankt Moritz (Suiza) | Medalla de bronce  | Cuádruple          |